# إدريس تيتي
إدريس صالح تيتي، (الإنجليزية: Edriss Titi)، ولد في 22 مارس 1957 في مدينة عكا. هو عالم رياضيات فلسطيني، يعمل محاضرًا في قسم علوم الكمبيوتر والرياضيات التطبيقية في معهد وايزمان وجامعة كاليفورنيا في إيرفين.
ولد تيتي لعائلة عربية من مدينة عكا القديمة. التحق بمدرسة تيراسانتا الأهلية في المدينة. كان طالبًا متميزًا في الرياضيات والفيزياء. في عام 1974 بدأ الدراسة في التخنيون وفي عام 1979 أكمل درجة البكالوريوس في الرياضيات. في عام 1981 حصل على درجة الماجستير في الرياضيات النظرية من نفس الجامعة تحت إشراف الأستاذ دوف أهارونوف. في عام 1986 تخرج من جامعة إنديانا مع بحث ما بعد الدكتوراه في جامعة شيكاغو. كان أستاذا لمدة عامين في جامعة كورنيل، ثم انتقل إلى جامعة كاليفورنيا في ايرفين، حيث تمت ترقيته إلى بروفيسور مقيم عام 1989. وفي سنة 1999 عيّن بروفيسور ضيف في معهد وايزمان للعلوم. في عام 2003 ، انضم إلى قسم علوم الكمبيوتر والرياضيات التطبيقية في المعهد. 
حلص تيتي على العديد من الجوائز العالمية والمنح منها «منحة زوار آينشتاين» التي حصل عليها من «مؤسسة آينشتاين» في برلين وقيمتها 450,000 يورو.
تتناول أبحاث تيثي تطوير الأساليب التحليلية والمحوسبة لدراسة النظم غير الخطية. على وجه الخصوص، يتعامل مع معادلات Navia-Stokes والمعادلات التفاضلية المماثلة وملائمتها مع نماذج هندسية وفيزيائية مختلفة.